# Indianapolis Colts
Indianapolis Colts este o echipă de fotbal american din Indianapolis, Indiana, Statele Unite. Ei sunt membri ai Diviziei de Sud a American Football Conference (AFC) în National Football League (NFL). Colts este membră a NFL din 1953 de când s-a înființat în Baltimore. Colts a jucat în două Super Bowls în timp ce se afla în Baltimore, pierzând împotriva New York Jets în Super Bowl III și învingând Dallas Cowboys în Super Bowl V. Colts s-a mutat în Indianapolis în 1984 și de atunci a apărut în play-off de 16 ori, a câștigat de două ori titlul pe conferință și un Super Bowl, în care i-au învins pe Chicago Bears în Super Bowl XLI.